# Функция на Мьобиус
Функцията на Мьобиус μ(n) е важна функция в теорията на числата и комбинаториката. Наречена е на немския математик Август Мьобиус, който я въвежда през 1832 г.

## Определение
Дефиниционното множество на функцията μ(n) е съвкупността {\displaystyle \mathbb {N} } на естествените числа. Функцията приема трите стойности +1, –1 и 0 в зависимост от разлагането на n на прости множители. А именно:
- μ(n) = +1, ако n е безквадратно число с четен брой прости множители;
- μ(n) = –1, ако n е безквадратно число с нечетен брой прости множители;
- μ(n) = 0, ако n не е безквадратно число.

## Свойства
Функцията на Мьобиус е мултипликативна, тоест μ(ab) = μ(a) μ(b) за всички взаимно прости числа a и b.
Сборът от стойностите на функцията е нула, когато нейният аргумент пробягва делителите на естествено число, по-голямо от единица:
{\displaystyle \sum _{d|n}\mu (d)={\begin{cases}1,&n=1;\\0,&n>1.\end{cases}}}

## Формула за обръщане
За всички аритметични функции {\displaystyle f} и {\displaystyle g}
важи следната еквивалентност:

{\displaystyle g(n)=\sum _{d\,\mid \,n}f(d)\iff f(n)=\sum _{d\,\mid \,n}\mu (d)g\left({\frac {n}{d}}\right)}.